# Schwungräder
Schwungräder, op. 223, är en vals av Johann Strauss den yngre. Den spelades första gången den 27 februari 1859 i Redouten-Saal i Hofburg i Wien.

## Historia
Valsen Schwungräder framfördes första gången på Ingenjörernas bal den 27 februari 1859. Verket är inte bara en av de relativt många referenser som Johann Strauss den yngre visade inom tekniska framsteg under andra hälften av 1800-talet, det understryker också utvecklingen av järnvägsverksamheten i Österrike. Ingenjörerna, som hade beställt valsen, hade ställt sig utanför det breda skiktet av tekniker då de ansåg var stolta över sina framsteg i byggandet och driften av järnvägslinjerna. Inom fysiken säkerställer svänghjul (tyska: Schwungräder), tack vare sin massiva hjulradie och tunga vikt, en konstant, ihållande roterande rörelse; när de har nått en viss hastighet i teknisk drift har de en stabiliserande effekt och håller rörelsen igång.

## Om valsen
Speltiden är ca 8 minuter och 26 sekunder plus minus några sekunder beroende på dirigentens musikaliska tolkning.

## Weblänkar
- Schwungräder i Naxos-utgåvan.